# کوشک نره بابا
بقایای کوشک نره بابا مربوط به سده‌های متأخر دوران‌های تاریخی پس از اسلام است و در شهرستان گچساران، بخش مرکزی، دهستان لیشتر، ۱۵۰۰ متری روستای ده خلیفه به پادوک واقع شده و این اثر در تاریخ ۱۳ آبان ۱۳۸۶ با شمارهٔ ثبت ۱۹۷۵۶ به‌عنوان یکی از آثار ملی ایران به ثبت رسیده‌است.